# Protanaostigma kyushuana
Protanaostigma kyushuana is een vliesvleugelig insect uit de familie Tanaostigmatidae. De wetenschappelijke naam is voor het eerst geldig gepubliceerd in 1941 door Masi.